# Erica Field
Pour les articles homonymes, voir Field.
Erica Marie Field, née le 12 février 1974, est une économiste américaine. Ses recherches portent sur l'économie du développement, du travail et de la santé. En 2010, elle est récompensée par le Prix Elaine-Bennett pour ses contributions exceptionnelles à la recherche économique.

## Biographie
Erica Field obtient un BA en économie et études latino-américaines du Vassar College en 1996. En tant que boursière Fulbright, elle étudie l'impact des programmes gouvernementaux au Pérou sur la main-d'œuvre du pays, puis retourne à l'Université de Princeton, où elle termine son doctorat en 2003 avec une thèse sur l'impact de la réforme foncière sur l'offre de travail au Pérou. Après un mandat postdoctoral en tant que boursière RWJ en politique de santé à l'Université Harvard, elle est y professeure adjointe d'économie (2005-09), avant d'être promue John L. Loeb professeure agrégée de sciences sociales (2010- 11). 
En 2011, Erica Field est professeure agrégée d'économie et de santé mondiale à l'Université Duke puis professeure titulaire en 2015. En parallèle, elle travaille au Center for Health and Wellbeing et à l'Institute for Advanced Study. Elle est affiliée au National Bureau of Economic Research (NBER) et au Bureau for Research in Economic Analysis of Development (BREAD) ainsi qu'à l'Abdul Latif Jameel Poverty Action Lab (J-PAL). 
Elle exerce des fonctions éditoriales pour les revues universitaires Economic Development and Cultural Change, Review of Economics and Statistics et Journal of Development Economics. Enfin, elle est consultante, entre autres, pour l'USAID, la Banque mondiale, la Banque asiatique de développement et la Millennium Challenge Account.

## Recherches
Ses recherches portent sur la microéconomie de la pauvreté et de la santé des ménages dans les pays en développement, en mettant l'accent sur l'étude du genre et du développement,,,,,,,,.
Dans ses recherches sur les droits de propriété au Pérou, par exemple, elle constate que la délivrance de titres de propriété aux squatters urbains augmente le taux de rénovation des logements de plus des deux tiers. 
Erica Field travaille également sur la microfinance et l'entrepreneuriat en Inde. Elle prouve que des calendriers de remboursement plus flexibles peuvent réduire les coûts de transaction sans augmenter le défaut. Elle démontre que les normes de genre patriarcales limitent l'entrepreneuriat féminin, les femmes musulmanes ne pouvant pas bénéficier d'une formation commerciale. Avec Benjamin Feigenberg et Rohini Pande, Field observe de forts retours économiques à l'interaction sociale, car la fréquence des réunions entre les membres du groupe de remboursement - mais pas la fréquence des remboursements - augmente leur volonté de mutualiser les risques et réduit leurs taux de défaut,. 
Les autres sujets de recherche d'Erica Field incluent les impacts du mariage précoce et de la carence en iode sur le niveau de scolarité, la relation entre le fardeau de la dette scolaire et le choix de carrière ainsi qu'entre la négociation des ménages et la fécondité excessive et les conséquences des choix de contraception. En collaboration avec Attila Ambrus, elle constate que chaque année supplémentaire de retard du mariage chez les femmes bangladaises est associée à 0,22 année supplémentaire de scolarité, une probabilité de 5,6 % plus élevée d'être alphabétisée,. Avec Omar Robles et Maximo Torero, Field estime que donner aux femmes enceintes des suppléments d'iode importants augmente la scolarité de 0,35 à 0,56 ans par rapport à leurs frères et sœurs et à leurs pairs plus âgés et plus jeunes, l'effet étant particulièrement important pour les filles. Une de ses  études   montre que le fait de donner aux femmes plus de contrôle sur leurs salaires augmente leur capacité de négociation avec leurs maris, ce qui leur permet d'obtenir plus de liberté pour pouvoir travailler. 
Dans les années 2010, Erica Field évalue à grande échelle des stratégies d'autonomisation des adolescentes au Bangladesh, d'expansion de la microfinance rurale en Inde et d'attribution de droits de propriété urbaine en Mongolie.

## Reconnaissance
- Prix Mellon Foundation Research Travel (2000)
- Prix Albert Rees pour une thèse de doctorat exceptionnelle en économie du travail (2007)[23]
- Bourse Alfred P. Sloan
- Prix Elaine-Bennett pour la recherche (2010)[24]